# Вагон-Віл (Аризона)
Вагон-Віл (англ. Wagon Wheel) — переписна місцевість (CDP) в США, в окрузі Навахо штату Аризона. Населення — 1856 осіб (2020).

## Географія
Вагон-Віл розташований за координатами 34°11′45″ пн. ш. 110°1′23″ зх. д. / 34.19583° пн. ш. 110.02306° зх. д. (34.195823, -110.023179).  За даними Бюро перепису населення США в 2010 році переписна місцевість мала площу 7,99 км², з яких 7,50 км² — суходіл та 0,49 км² — водойми. В 2017 році площа становила 6,58 км², уся площа — суходіл.

## Демографія
Згідно з переписом 2010 року, у переписній місцевості мешкали 1652 особи в 680 домогосподарствах у складі 434 родин. Густота населення становила 207 осіб/км².  Було 1163 помешкання (146/км²).
Расовий склад населення:
| - 87,8 % — білих - 2,7 % — корінних американців - 0,4 % — азіатів - 0,1 % — чорних або афроамериканців - 6,0 % — осіб інших рас |

До двох чи більше рас належало 3,0 %. Частка іспаномовних становила 14,8 % від усіх жителів.
За віковим діапазоном населення розподілялося таким чином: 25,0 % — особи молодші 18 років, 56,7 % — особи у віці 18—64 років, 18,3 % — особи у віці 65 років та старші. Медіана віку мешканця становила 44,4 року. На 100 осіб жіночої статі у переписній місцевості припадало 98,8 чоловіків;  на 100 жінок у віці від 18 років та старших — 93,9 чоловіків також старших 18 років.
Середній дохід на одне домашнє господарство  становив 52 156 доларів США (медіана — 46 771), а середній дохід на одну сім'ю — 64 414 долари (медіана — 56 600). За межею бідності перебувало 24,8 % осіб, у тому числі 25,5 % дітей у віці до 18 років та 15,0 % осіб у віці 65 років та старших.
Цивільне працевлаштоване населення становило 430 осіб. Основні галузі зайнятості: освіта, охорона здоров'я та соціальна допомога — 37,7 %, роздрібна торгівля — 27,0 %, мистецтво, розваги та відпочинок — 14,0 %, транспорт — 13,5 %.